# はやぶさII
はやぶさIIは、青函フェリー株式会社が運航しているフェリー。

## 概要
函館どつくは、青函フェリーから2隻のフェリーを受注し、約8年ぶりにフェリーの建造を再開した。そのうちの1隻がはやぶさIIである。
あさかぜ5号の代船として函館どつく函館造船所で建造され、2023年3月に竣工した。函館造船所での建造は約20年ぶりとなる。その後、4月4日に函館港20時20分発の14便から運航を開始した。

## 設計
あさかぜ5号と比較して、総トン数は1.5倍となる約3000トン、トラックの積載台数は10台多い36台と大型化した。
荒れがちな津軽海峡の波による揺れを抑えるため、船首の形を変えて波の抵抗を低減したほか、船尾や船底の構造なども大幅に見直した。推進部のスクリューやエンジンは、最大出力時の燃料効率が5％向上した。

## 船内

### 船室
- ステートルーム（2室） - 個室、ベッド
- ステートルーム（2室） - 個室、2段ベッド
- 2等椅子席（1室）
- 2等室（4室、うち1室は婦人専用）
- バリアフリー椅子席
- ドライバールーム（2室） - 階段式2段ベッド、1室は一般旅客も利用可能

### 設備
- 自動販売機（飲料・カップ麺）
- シャワールーム（男・女）
- 多目的トイレ（車いす対応）
- 喫煙室
- バリアフリーエレベーター